# 前525年
| 千纪： | 前1千纪 |
| 世纪： | 前7世纪 \| 前6世纪 \| 前5世纪 |
| 年代： | 前550年代 \| 前540年代 \| 前530年代 \| 前520年代 \| 前510年代 \| 前500年代 \| 前490年代                                                                                          |
| 年份： | 前530年 \| 前529年 \| 前528年 \| 前527年 \| 前526年 \| 前525年 \| 前524年 \| 前523年 \| 前522年 \| 前521年 \| 前520年                                                            |
| 纪年： | 周景王二十年 魯昭公十七年 齐景公二十三年 晋顷公元年 秦哀公十二年 宋元公七年 楚平王四年 卫灵公十年 陈惠公九年 蔡平侯六年 曹平公三年 郑定公五年 燕共公四年 吳王僚二年 杞平公十一年 |

## 大事记
- 魯昭公十七年，郯子來魯，孔子從學古官名。
- 波斯帝國阿契美尼德王朝岡比西斯二世（前529年至前522年在位）征服埃及第二十六王朝，建立埃及第二十七王朝。

## 出生
- 埃斯库罗斯，古希腊诗人，悲剧作家（前456年逝世）。
- 地米斯托克利（前525年—前460年），古希臘雅典傑出的政治家、軍事家。

## 逝世
- 普薩美提克三世，古埃及第二十六王朝的最后一位法老。